# Península Ibèrica cartaginesa

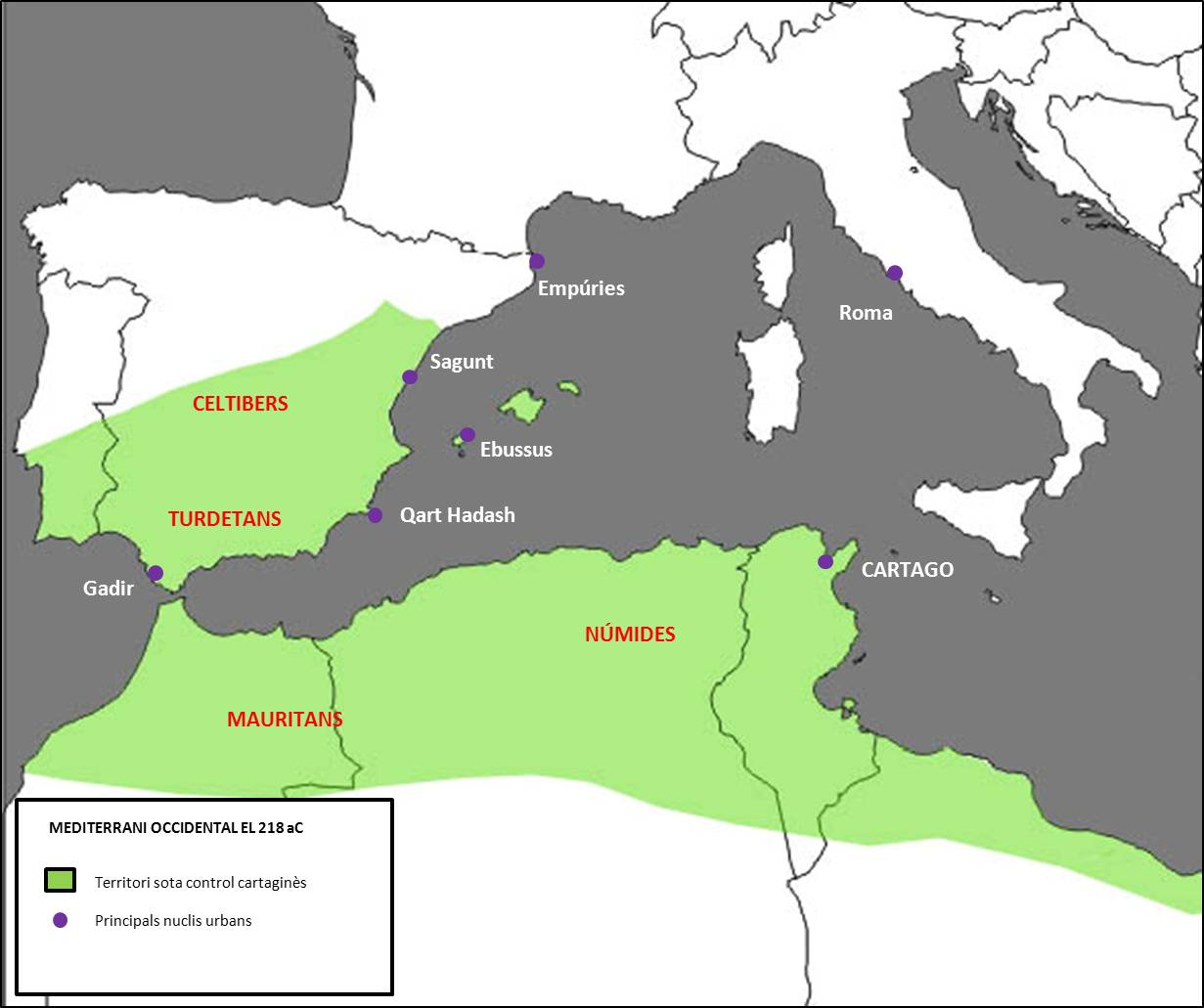
Mapa dels dominis cartaginesos a la Mediterrània occidental el 218 aC superposats a les fronteres actuals.

La història de la península Ibèrica cartaginesa cobreix el període durant el qual la península Ibèrica estigué sota el domini de l'Imperi Cartaginès, des de la conquesta per Hamílcar Barca el 237 aC fins a la retirada de les últimes forces cartagineses d'Ibèria el 206 aC, en el transcurs de la Segona Guerra Púnica contra la República Romana.
Aquesta presència dels cartaginesos es devia, principalment, a la necessitat de pagar una reparació de guerra a Roma, que després de la derrota de Cartago a la Primera Guerra Púnica va obligar els cartaginesos a buscar una font de plata suficient per reunir l'import imposat. Amb aquesta derrota militar, Cartago també havia perdut una font d'ingressos tan important com era el territori occidental de Sicília, però és que a més, també perdrien poc després l'illa de Sardenya, aquest cop en el context de la Guerra dels mercenaris.
Tot i que aquesta presència no s'allargà massa, els contactes entre púnics i indígenes, la implantació d'un seguit de canvis en la indústria i l'agricultura, així com l'efecte que la cultura i la religió van tenir sobre els darrers, van modificar per sempre la societat ibèrica, que es preparava així, en certa manera, per la posterior aparició dels romans, vencedors de la Segona Guerra Púnica, que romandrien a la península fins al segle vii.

## Història

### Antecedents

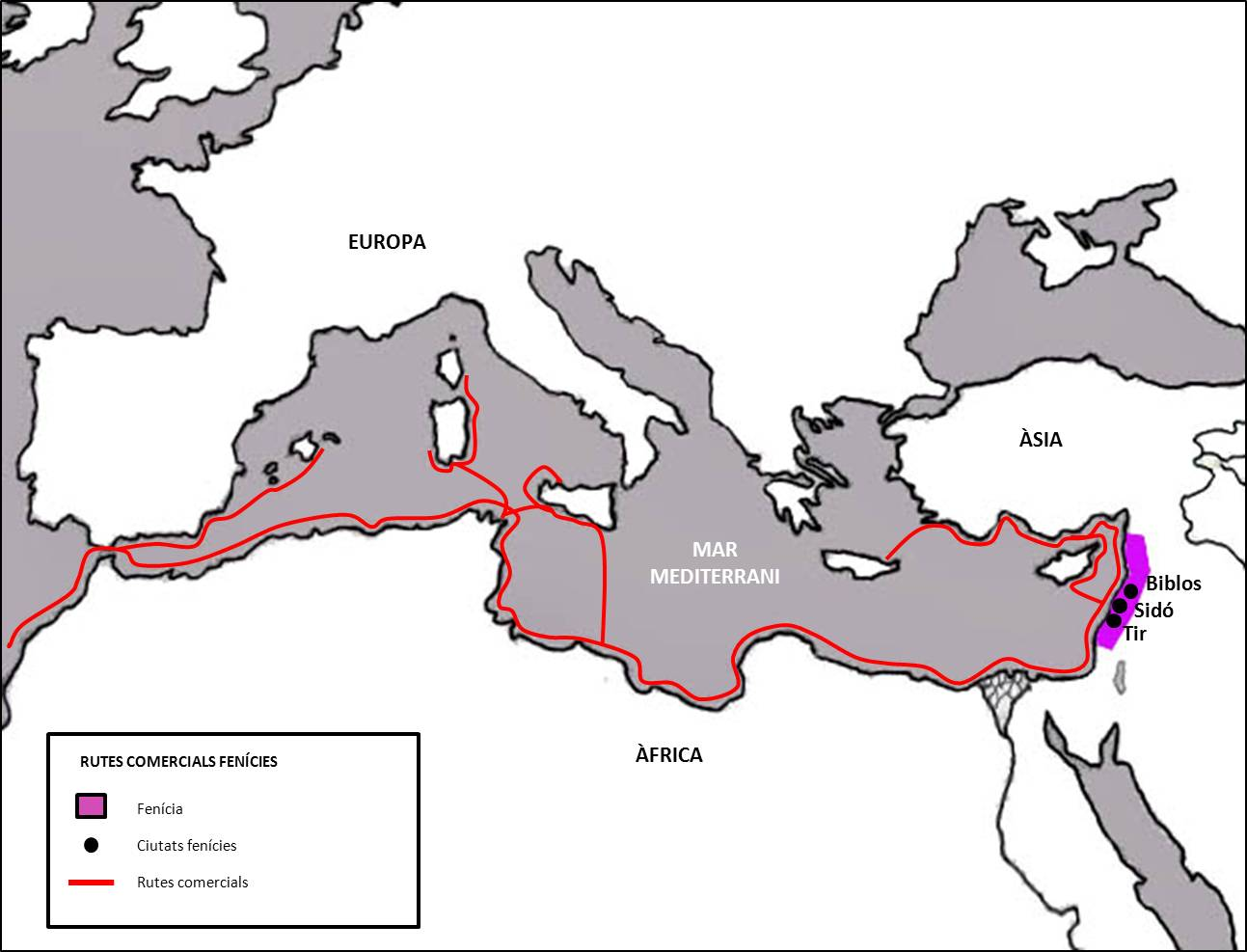
Rutes comercials fenícies.

#### Fenicis i cartaginesos a la península Ibèrica abans del 237 aC
La presència fenícia i púnica a la península Ibèrica i la seva influència es remunten a molts anys abans de l'arribada d'Hamílcar Barca i els cartaginesos. Els primers comerciants fenicis arribaren a Ibèria amb la intenció de comerciar amb els indígenes; aquests, compraven als comerciants objectes manufacturats, que els servien com a elements de prestigi, mentre que els fenicis es feien amb metalls, que escassejaven al seu lloc d'origen.
Amb el pas del temps, els fenicis van anar creant colònies comercials a la costa ibèrica, que tenien un caràcter permanent, de tal manera que el contacte es va fer continuat i els pobles de la península van començar a adoptar tradicions i costums orientals. A més, aquestes colònies també van començar a conrear el seu rerepaís, de manera que els grups humans que els envoltaven van anar aprenent noves tècniques per millorar l'agricultura. Aquests contactes produirien, a poc a poc, un procés d'aculturació, provocant que indígenes ibèrics adoressin deïtats orientals o creguessin en mites fenicis.

#### De La Primera Guerra Púnica al 237 aC

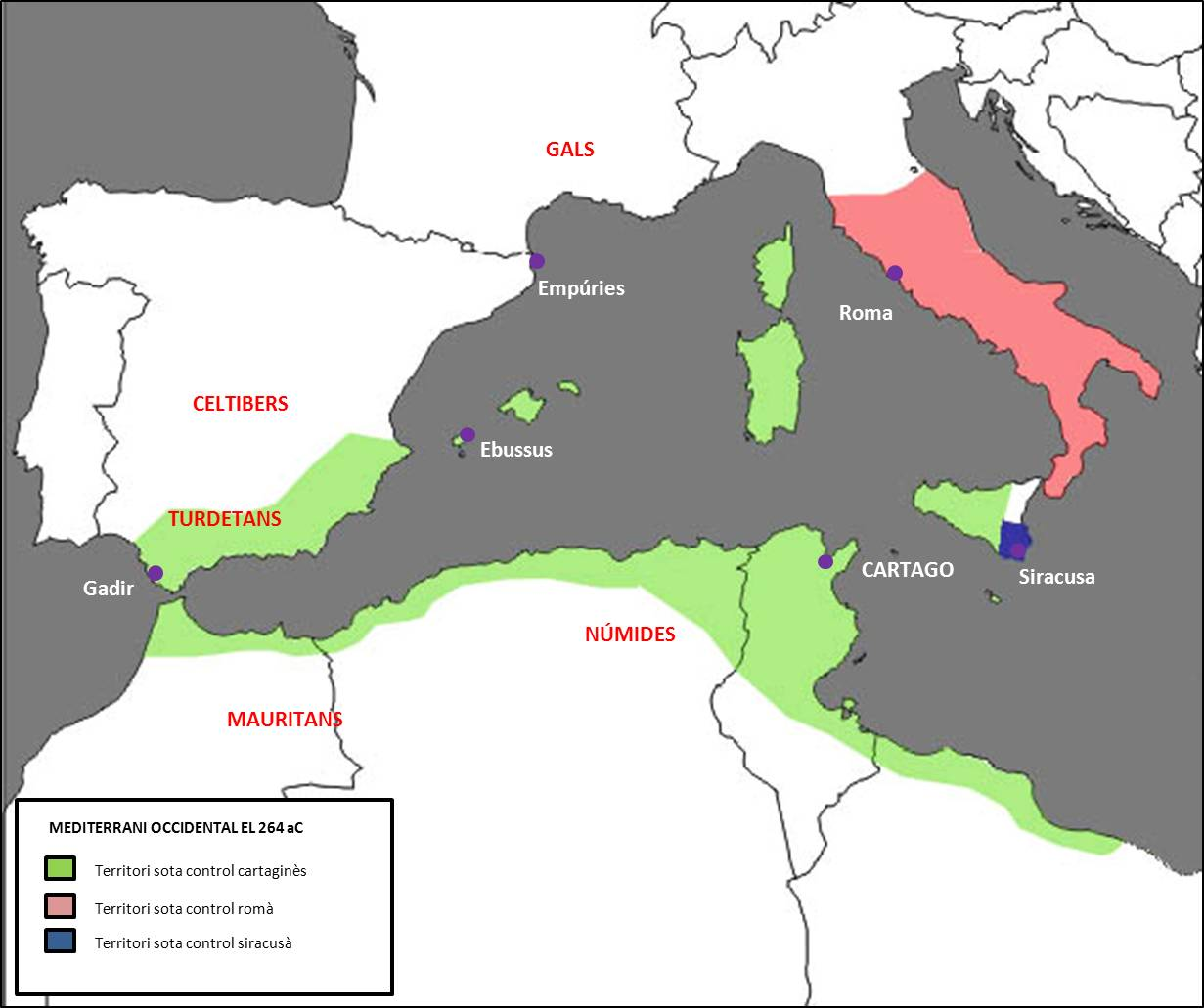
Mapa del mar Mediterrani occidental el 264 aC Roma apareix en vermell, Cartago en verd i Siracusa en blau.

Al llarg del segle iv aC, Cartago i Roma s'havien anat definint com les dues principals potències del Mediterrani occidental; tant l'una com l'altra estaven assolint una àrea d'influència cada vegada més gran. En aquest context, era només qüestió de temps que les dues forces entressin en col·lisió.
Així, el 262 aC va esclatar la Primera Guerra Púnica que, com en el cas de la Segona, va venir precedida d'un pretext buscat pels romans per iniciar la guerra, és a dir, un casus belli. En aquest cas, un petit conflicte entre Siracusa i els mamertins, bandes de soldats de la Campània que feia poc que s'havien assentat a Messina, va acabar arrossegant a romans i cartaginesos. D'una banda, doncs, hi havia Siracusa i Cartago, mentre que de l'altra, romans i mamertins.
Tot i la poderosa flota cartaginesa, els romans van imposar-se finalment a la coalició siracuso-cartaginesa, ocupant l'illa de Sicília i obligant Cartago a pagar un gran import en concepte de reparacions de guerra que, més endavant, tindria una gran rellevància pels esdeveniments de la Península.
Així doncs, després de la Primera Guerra Púnica (264 – 241 aC), Cartago havia perdut la seva principal colònia, Sicília, fet que li va suposar un gran daltabaix econòmic. Aquest fet, sumat a l'obligació imposada per Roma de pagar una reparació de guerra, va provocar que la metròpoli del nord d'Àfrica no pogués pagar el sou de les tropes mercenàries que formaven bona part del seu exèrcit. Això va provocar la coneguda com a Guerra dels mercenaris (240 – 238 aC), que va enfrontar Cartago amb les tropes mercenàries, que es van revoltar perquè no van veure satisfetes les seves expectatives salarials. Aprofitant aquesta situació, Roma va annexionar-se l'illa de Sardenya, que fins llavors també havia estat sota control púnic.
Davant d'aquesta tessitura, Cartago havia de buscar una altra zona que li servís per pagar el deute que tenia amb Roma, al mateix temps que recuperava el seu poder econòmic al Mediterrani occidental.

### Cartago a Ibèria

#### De l'arribada d'Amilcar a la mort d'Hasdrúbal (237 - 221 aC)

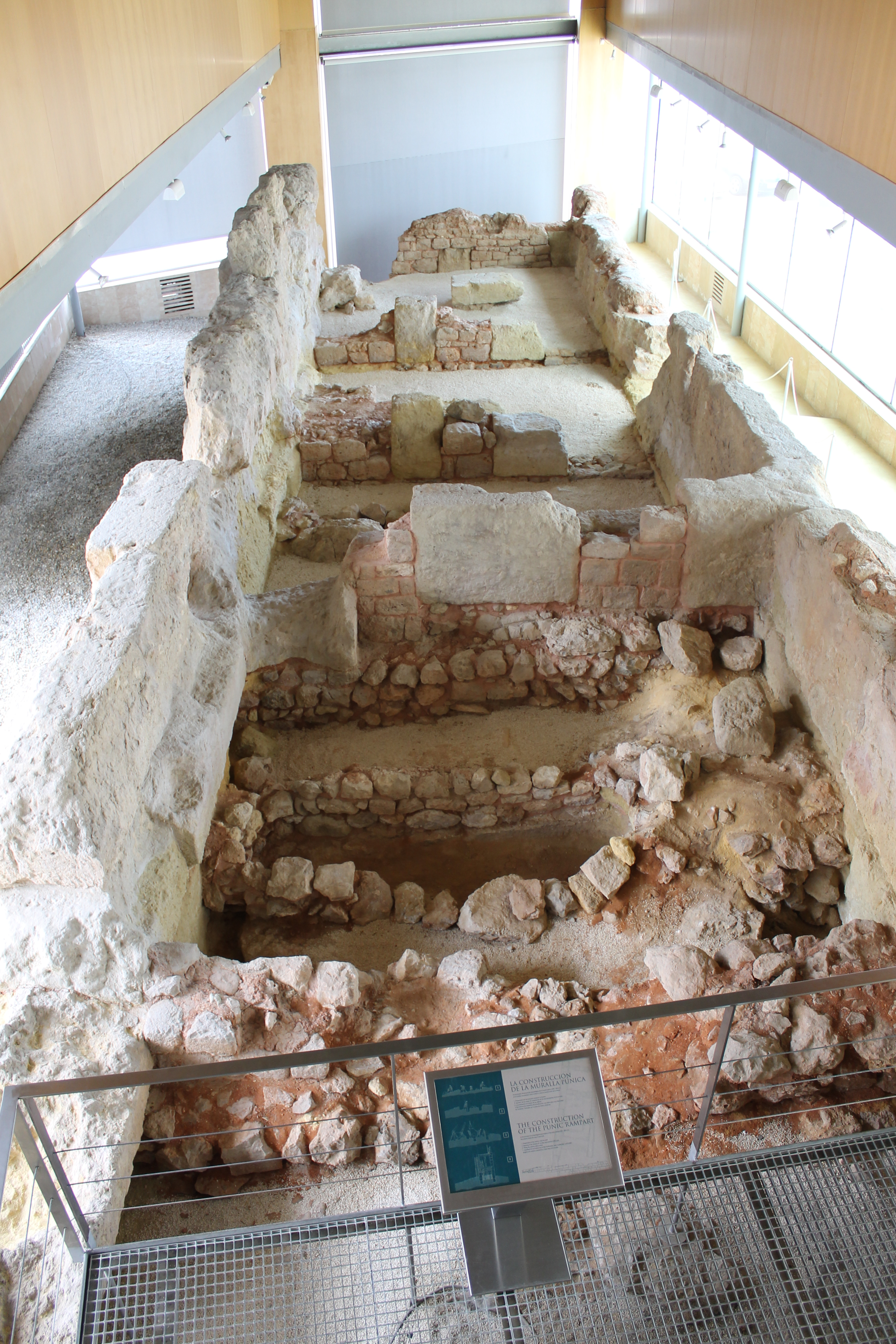
Restes conservades de l'antiga muralla púnica de Cartagena.

El 237 aC un exèrcit comandat per Hamílcar Barca, general que s'havia convertit en l'home fort de la política cartaginesa durant la Guerra dels Mercenaris, desembarca a Gadir, la colònia fenícia més antiga de la península. Un cop allà, comença a desenvolupar una gran activitat diplomàtica i militar per aconseguir assentar el poder púnic a Ibèria. En aquest sentit, el general enviat per Cartago aconsegueix establir tractats d'amistat amb bona part dels establiments fenicis del sud de la península, així com amb comunitats indígenes de la vall del Guadalquivir i de la costa andalusa.
Un cop assentat a la zona de la Turdetània, Hamílcar va fundar la ciutat d'Acra Leuce, que va convertir en la capital de les noves possessions púniques, en detriment de Gadir, que havia fet aquesta funció des de la seva arribada. No ens ha arribat el nom púnic d'aquesta ciutat, i tampoc sabem exactament on es trobava.
Amb aquesta expansió, Cartago s'assegurava el control de la producció de metalls de la zona de la Sierra Morena, el principal motiu pel qual havien iniciat aquesta campanya. La quantitat de metall que podia extreure anualment el nou imperi cartaginès va ser suficient per pagar el deute de guerra amb Roma i, a més, poder fer front a una nova guerra contra els romans.
Quan Roma va veure que es fundava una ciutat cartaginesa a la península, van enviar una primera ambaixada per conèixer de primera mà quines eren les intencions de Cartago a Ibèria. Sembla que, com que els púnics encara devien diners a Roma, aquests van haver d'entendre la necessitat cartaginesa d'aconseguir més plata.
El 229-228 aC, amb la zona minera de Sierra Morena ben controlada, Hamílcar va morir mentre assetjava la ciutat d'Hèlice, quan el rei Orissó el va atacar per sorpresa amb l'objectiu d'ajudar la ciutat assetjada. El seu gendre, Hasdrúbal, el va succeir.
Durant el període en què Hasdrúbal va ser el cap suprem de les tropes cartagineses a la península Ibèrica, van succeir dos esdeveniments molt rellevants. Una de les primeres accions que va dur a terme el gendre d'Hamílcar va ser la de fundar una nova capital a Ibèria, Cartago Nova, l'actual Cartagena (228-227 aC). És pel nom escollit que diversos autors consideren que els Bàrquides volien fundar un imperi pel seu compte, tot i que precisament per aquest nom és pel qual Barceló opina que, tot al contrari, volien remarcar la seva procedència: aquest nom indicava que el radi d'acció de Cartago ja no es limitava al nord d'Àfrica. Cartagena es convertiria en la ciutat més important de la península, desenvolupant un importantíssim paper econòmic, militar, polític i cultural, així com esdevindria la base logística dels cartaginesos a Ibèria.
L'altre factor que va marcar la direcció d'Hasdrúbal va ser l'anomenat Tractat de l'Ebre, pacte que va signar amb els romans, a petició d'aquests, mitjançant el qual ambdues forces es comprometien a no travessar el riu conegut com a Hiberus. Segons aquest tractat, s'establia aquest riu com a frontera entre els àmbits d'influència d'un poble i l'altre. El nom de tractat de l'Ebre s'ha adaptat perquè la historiografia tradicional i autors moderns com Lancel relacionen l'hidrònim Hiberus amb el riu Ebre, com realment seria a partir de la implantació romana a la península. Altres autors, com Barceló, també basant-se en les fonts, opinen que el riu conegut com a Hiberus no seria en cap cas l'Ebre, preferint el Xúquer o, majoritàriament, el Segura.
El 221 aC, Hasdrúbal va ser assassinat, provocant que Hanníbal, fill d'Hamílcar, es convertís en el tercer comandant en cap de les forces cartagineses a la península Ibèrica.

#### Hanníbal i La Segona Guerra Púnica (221 - 206 aC)

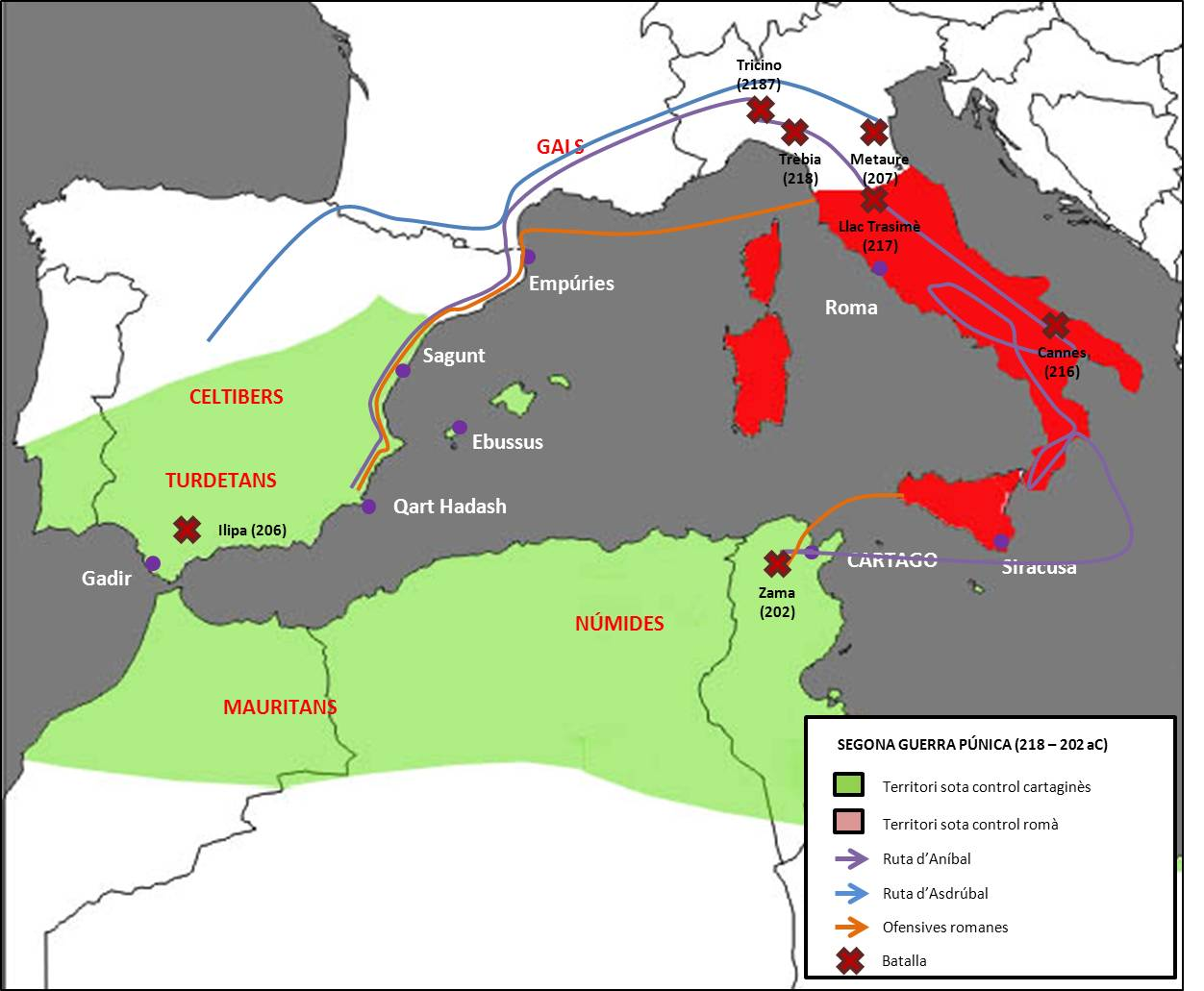
Mapa d'operacions de la Segona Guerra Púnica.

El primer que va fer Hanníbal quan va assumir el control fou una profunda reorganització de l'exèrcit, aconseguint gràcies a això ocupar les terres dels òlcades i la ciutat d'Altaya. L'any següent, el 220 aC, va dur a terme una incursió pel centre de la península, saquejant les ciutats d'Helmàntica i Arbucale. Aquesta operació, que buscava només l'obtenció de botí, va comportar també que diversos pobles s'associessin amb Cartago, com seria el cas dels turboletes que, segurament aquell mateix any, van acordar tractats d'amistat amb el líder púnic.
Per dur a terme aquestes accions Hanníbal no s'havia vist obligat a trencar amb el Tractat d'Hasdrúbal, però alguns pobles veien com el Tractat de l'Ebre no havia estat acceptat pel nou líder cartaginès, de manera que se sentien insegurs davant dels pròxims esdeveniments. Va ser en aquest sentit quan els habitants de Sagunt van decidir associar-se amb Roma, convençuts que així no haurien de patir per Hanníbal.
Més endavant, els romans assegurarien que els saguntins eren una antiga colònia itàlica que s'havia desplaçat a Hispània com tants altres pobles havien fet. Actualment no es creu que fos així, però en aquell moment va servir com a pretext per convèncer els romans de la necessitat de defensar els seus cosins ibèrics. Roma i Sagunt van signar un foedus que prometia al poble d'Ibèria la defensa per Roma en cas d'atac. Segurs de si mateixos, Sagunt va atacar als turboletes.
L'atac saguntí va provocar una reacció en cadena; els turboletes van demanar ajuda a Cartago, que va amenaçar Sagunt d'assetjar la ciutat. Confiant en la protecció de Roma, els saguntins van amenaçar Hanníbal que, sense pensar-s'ho dues vegades, va atacar la ciutat. En vuit mesos, després d'una defensa a ultrança, els saguntins van sucumbir i van ser massacrats. Hanníbal tenia por que l'exemple saguntí fos imitat per altres pobles de la península, de manera que va preferir arrasar la ciutat. Roma no va ajudar Sagunt, però va utilitzar la seva derrota per fer campanya contra Cartago. Així, un conflicte intern entre dos pobles indígenes va acabar arrossegant a les dues potències del Mediterrani occidental, començant la Segona Guerra Púnica.

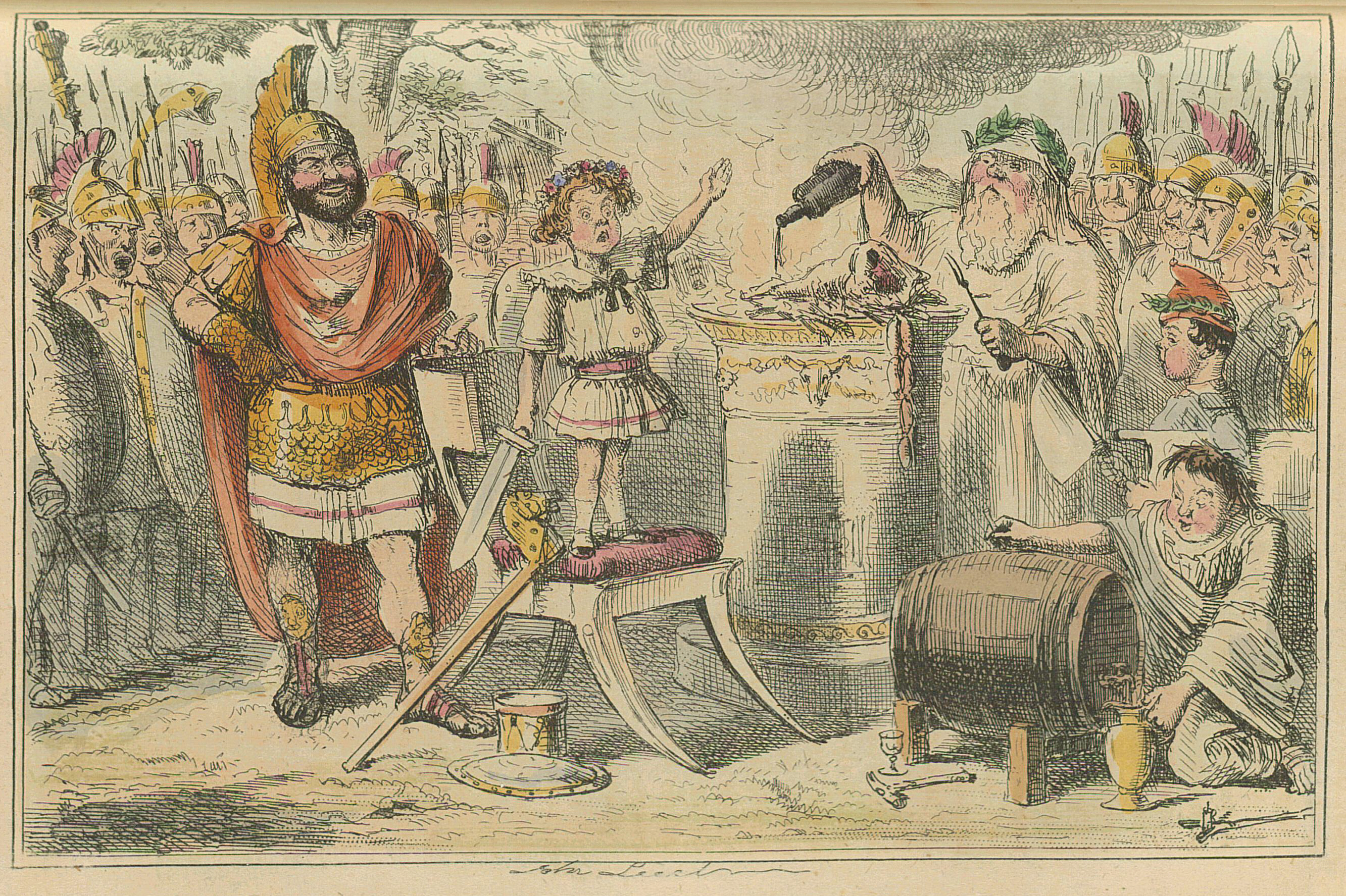
Caricatura del suposat jurament d'Hanníbal al seu pare de ser sempre enemic de Roma al Temple d'Heràcles de Gadir.

La primavera del 219 aC Hanníbal va anar a Gadir, on resà a Melqart-Heràcles per, tot seguit, desplaçar-se a Cartago Nova, on concentrà l'exèrcit. Amb aquesta maniobra a Cadis, el líder cartaginès volia guanyar-se a la causa les colònies gregues i fenícies. Un cop decidit anar a fer la guerra a Itàlia, en el trajecte cap al nord, l'anomenada Ruta d'Heràcles, va evitar passar prop de les colònies gregues de la costa de l'actual Catalunya. En aquest trajecte alguns pobles se sotmetran a Cartago, sigui per interès, sigui per conquesta. Així, el 218 aC s'inicià la que es coneix com a Segona Guerra Púnica.
Hanníbal, doncs, va sotmetre els ilergets, bargusis, ausetans i lacetans (aquests darrers van plantar cara) i va creuar el Pirineu. Allà hi va deixar al seu lloctinent Hannó, al comandament de 10.000 soldats i 1.000 cavallers, encarregat de protegir el pas pirinenc. També llicenciarà a molts soldats ibèrics, no confiant en la seva fidelitat. El líder cartaginès no tornarà mai més a la península.
La intenció d'Hanníbal era lliurar la guerra a Itàlia, de manera que tot el desgast del conflicte fos per a les terres de la península Itàlica; així, a més, els trens de subministrament procedents d'Hispània podrien arribar per terra fins al front de guerra. Roma no ho podia permetre, i va enviar dues legions a Empúries per trencar l'aparell logístic púnic. El comandant d'aquesta força era Publi Corneli Escipió que, d'avançada, va enviar una flota capitanejada pel seu germà Gneu. El desembarcament es va produir a Empúries, on ja alguns pobles es van passar al bàndol romà. La victòria de Gneu Corneli Escipió sobre Hannó va permetre als romans tenir un cap de pont a la península Ibèrica.
Gràcies als seus aliats, Roma podia mantenir la posició al nord-est d'Ibèria, però no tenia prou força per foragitar als cartaginesos, que disposaven de tres exèrcits potents. Cartago, que necessitava els recursos de la Turdetània per fer front a la guerra, es mantenia al sud de la península, deixant la iniciativa ibèrica a les dues legions dels germans romans.
L'any 217 aC, els cartaginesos van fer l'únic intent d'expulsar els romans de la península, en una batalla que va tenir lloc a la desembocadura de l'Ebre; el combat, que es va produir per terra i per mar, es va decantar a favor dels romans gràcies a la participació d'una flota provinent de Massília. Aquesta colònia grega també havia estat obviada per Hanníbal en el seu trajecte cap a Itàlia.
Gràcies a l'hegemonia naval de què gaudia Roma a Hispània, van poder dur a terme un seguit d'operacions per assetjar les costes sota domini púnic, tant a la península com a les Balears. Els germans Escipió controlaven el nord-est de la Península, pactant amb els indígenes i derrotant els qui s'hi oposaven.
Aquesta situació es va mantenir durant uns anys, mentre la guerra a Itàlia anava evolucionant, fins que el 211 aC Publi Corneli Escipió va aconseguir pactar amb un seguit de pobles celtibers, que li van prometre ajuda militar. Amb aquestes noves forces, els romans es van veure amb cor d'atacar el centre neuràlgic de l'economia hispana de Cartago. Abans de la batalla, però, els celtibers van abandonar l'exèrcit romà que, separat, fou aniquilat per les tropes d'Hasdrúbal Barca. Publi i Gneu van morir en pocs dies de diferència, i els supervivents es van refugiar a Tàrraco amb la moral molt baixa.
La millora de la situació a Itàlia, no obstant això, va permetre als romans enviar noves forces a la península Ibèrica, en un intent de decantar la balança de la guerra allà i, a la vegada, intentar que Hanníbal es veiés obligat a abandonar la campanya. Així, Publi Corneli Escipió, fill del procònsol Escipió i nebot de Gneu, fou enviat a Ibèria el 210 aC.
A diferència del seu pare, Publi mai deixarà la iniciativa en mans de Cartago. El 209 aC, després d'haver instruït les seves unitats, llançà un atac sorpresa sobre Cartagena que, amb una guarnició de 1.000 homes, es va veure incapaç de fer front a l'atac romà. La pèrdua de la capital hispana fou un cop molt dur pels cartaginesos. Aquest moviment, a més del botí, també va permetre a Roma pactar amb diversos pobles indígenes, que es passaren al bàndol romà. L'alliberament dels ostatges que es trobaven a Cartagena, per exemple, li atorgà l'amistat d'Aluci, un cabdill celtiber, que recuperava així a la seva promesa. Poc després Escipió també ocuparà la zona minera de Villaricos.
Veient l'evolució que prenia el conflicte, Cartago decidí enviar Hasdrúbal Barca, al comandament d'un exèrcit, a Itàlia, seguint una ruta semblant a la del seu germà, però evitant la zona d'influència romana. L'objectiu era recuperar la iniciativa a Itàlia. Contra tot pronòstic, Escipió decidí atacar aquest exèrcit i desencadenar la que es coneixerà com a batalla de Bècula (208 aC). Veient que no podia derrotar el seu rival, Hasdrúbal va decidir retirar-se i marxar cap a Itàlia, on acabarà morint en la batalla del Metaure.
A partir de llavors, les forces cartagineses que quedaran a la península tindran por d'enfrontar-se amb Escipió, que tindrà temps de recuperar-se i atacar amb totes les seves forces, l'any 206 aC, en la batalla d'Ilipa. La victòria absoluta de Publi contra Hasdrúbal Giscó va provocar que Magó Barca, el darrer comandant cartaginès a la península, decidís saquejar Gadir per armar un nou exèrcit i conquerir Cartagena. Abans d'arribar, però, serà derrotat i, en tornar a Gadir, es trobarà les portes tancades. Quan Magó Barca fugia cap a les Balears amb tot el que quedava del seu exèrcit, Gadir s'associava amb Roma i la presència cartaginesa a la península Ibèrica arribava a la seva fi.

## Administració i control del territori

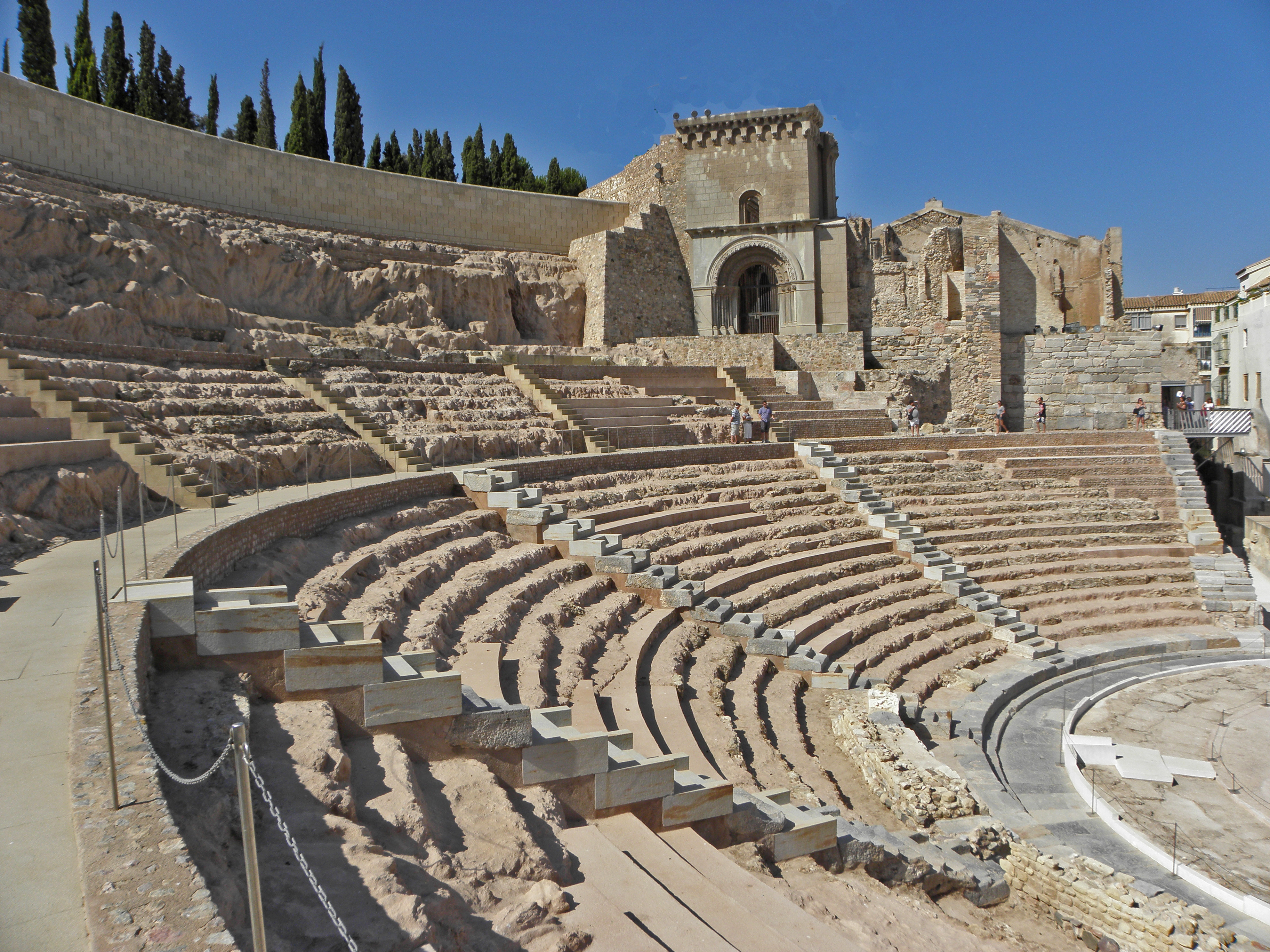
Cartagena va ser la capital del territori ibèric cartaginès. Durant la primera etapa romana també mantingué aquest estàtus. Aquí podem veure el teatre romà, que ens permet imaginar-nos la importància de la ciutat.

### Administració del territori
La presència púnica a la península responia a la necessitat de pagar un tribut de guerra i, a la vegada, tornar a tenir un espai per poder explotar. Per administrar aquest territori, Cartago responia al principi de dret de conquesta. Si els pobles indígenes s'avenien a associar-se amb Cartago, aquesta els protegia, sempre que paguessin un tribut. Si, en canvi, plantaven cara, els cartaginesos els atacaven i sotmetien. Així, el sud de la Península es convertí en una prefectura militar.
Però l'interès principal dels púnics era la gestió dels recursos; així, la política que van seguir és la de nacionalitzar els recursos naturals, encarregant-se els conqueridors de l'administració d'aquests. Cartago tenia una llarga tradició de contractar mercenaris per a les seves guerres i, generalment, només els oficials més elevats eren d'origen púnic. Acostumats a aquest tipus de direcció, els era més fàcil implantar el mateix sistema a la vida civil.
Realment es desconeix en gran manera com administraven el territori; alguns autors consideren que podria ser semblant al sistema que utilitzaven en el seu hinterlan del nord d'Àfrica, que estava dividit en tres pagi. Aquesta és la conclusió a què arriba Barceló amb l'observació que fa dels exèrcits cartaginesos quan Publi Corneli Escipió, més tard també Africà, arriba a Ibèria. Així, l'exèrcit està dividit en tres blocs: un, comandat per Hasdrúbal, fill de Giscó, ocupa el litoral atlàntic; el segon, dirigit per Magó Barca, es troba a la zona de l'estret; el tercer, sota direcció d'Hasdrúbal Barca, s'ocupa del litoral mediterrani.
Tot i aquesta divisió, sí que hi havia una administració central, amb capital a Cartagena, que estaria sota les ordres d'Hasdrúbal, nomenat cap dels exèrcits d'Ibèria i el nord d'Àfrica mentre el seu germà Hanníbal desenvolupava la campanya a Itàlia.
Finalment, la presència de l'exèrcit és un element molt important i que s'ha de tenir en compte, com a element dissuassori i per aconseguir el control efectiu d'un territori conquerit. Als punts neuràlgics del territori cartaginès s'hi troben restes de campaments, en diversos llocs, en funció de com progressava l'ocupació militar.

### Urbanisme i població

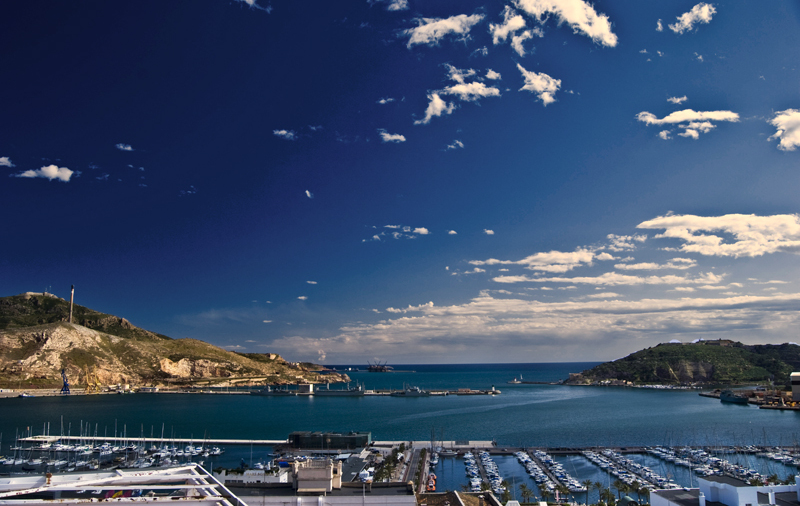
Vista actual del Port de Cartagena. La superposició urbana fa difícil trobar restes de l'època cartaginesa. Els cartaginesos preferien construir prop del mar.

Els experts tenen molts problemes per saber com era l'urbanisme durant aquest període, sobretot a causa del fenomen conegut com a superposició urbana: la majoria de les ciutats importants del domini púnic a Ibèria han estat habitades ininterrompudament des de llavors. Tot i així, hi ha algunes excepcions, com és el cas de Carteia. A través de diverses excavacions, sobretot al sector sud de l'antiga ciutat ibèrica, s'han pogut detectar diverses fases constructives, dues de les quals datades en època de presència cartaginesa. A través d'aquests estudis, s'ha pogut arribar a diverses conclusions pel que fa a l'urbanisme púnic a la península Ibèrica.
La majoria de ciutats de nova fundació es trobaven al costat del mar, seguint la tradició fenícia. La vocació marinera i comercial, sumat a la necessitat de defensar-se de possibles hostilitats dels indígenes, va comportar que els cartaginesos seguissin repetint aquest patró d'assentament. A més, ja amb una clara vocació defensiva, aquestes ciutats eren edificades en punts elevats, afavorint el control del territori circumdant. En el punt més elevat d'aquestes ciutats hi hauria els edificis amb una funció, es considera, religiosa.

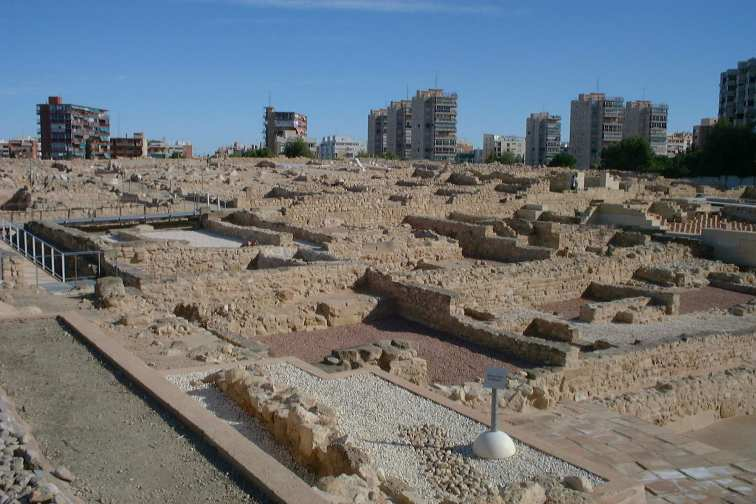
Jaciment arqueològic del Tossal de Manises, d'origen iber, cartaginès i romà, a la ciutat d'Alacant. Diversos historiadors l'han considerat l'antiga ciutat d'Acra Leuca.

Així doncs, la ciutat tenia un sector que limitava amb el mar, que era una protecció natural on, a més, hi havia la zona portuària. Fora muralla també s'ha trobat, en el cas de Carteia, una necròpoli. Pel que fa a l'interior, no s'ha pogut traçar un plànol del sistema viari; els murs, en la primera fase, s'han trobat amb cantonades, regulars i potents: les pedres eren petites, i es compactaven amb terra. La segona fase és una mostra de l'auge econòmic que va desenvolupar el poder cartaginès a la zona, ja que es va ensorrar la ciutat per fer-ne una de més monumental. En aquest sentit, es troben estructures monumentals, però l'extensió és la mateixa.
Una altra font d'informació per saber com eren les ciutats són les fonts clàssiques; texts com els de Polibi i Estrabó descriuen com eren aquelles ciutats que, amb el pas del temps, han desaparegut o han canviat. Així, l'autor romà explica que Cartagena tenia un nucli urbà còncau, amb la zona més meridional tocant al mar, i edificada sobre un seguit de turons. Al turó més elevat, hi havia un temple dedicat a Asclepi; al segon turó en importància, és on s'hi havia edificat els palaus de l'aristocràcia (es deia que el mateix Hasdrúbal en tenia un). Per remarcar la vocació marítima dels cartaginesos, s'havia creat un canal artificial per facilitar la feina dels vaixells, ja que connectava el mar amb un llac interior.
Durant tot el període en què els cartaginesos van dominar bona part d'Ibèria, els indígenes van mantenir els seus pobles i ciutats, amb l'excepció dels qui van fer front als púnics i van ser aniquilats. Sempre que les relacions fossin bones, els turdetans, ibers o celtibers que visquessin en territori cartaginès podien fer vida normal, tot i que en general havien de pagar tributs. Les colònies fenícies de la zona encara tenien més facilitats.

## Economia
El sud de la península Ibèrica era una de les regions més riques del món antic, sobretot en matèries primeres, recursos agrícoles, miners i humans.
Un dels sistemes que va implantar Cartago quan va desembarcar a la península Ibèrica, basat en el mètode hel·lenístic, és el de la nacionalització dels recursos naturals. L'administració cartaginesa es feia càrrec de la gestió d'aquests recursos, assegurant-se així el control i el benefici de tot el que generava el seu territori ibèric.

### Agricultura i comerç

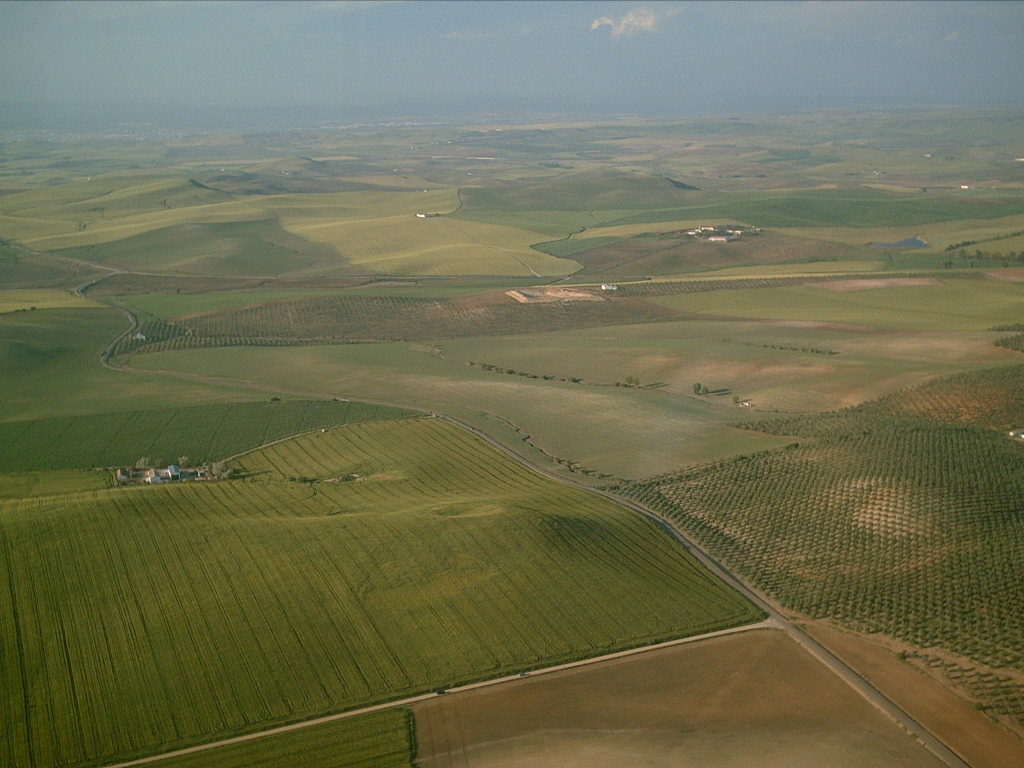
Vista actual del camp al sud de Còrdova.

Tot i que gràcies al contacte amb les colònies fenícies molts pobles indígenes ja havien adoptat el sistema agrícola púnic, amb l'arribada dels cartaginesos es van generalitzar aquestes pràctiques, que consistien en unes tècniques molt avançades d'agricultura intensiva.
Així doncs, a les planes de l'interior es van dur a terme mètodes de cultiu extensiu, així com la presència de grans ramats d'ovicaprins. Pel que fa a les valls del Guadalquivir i del Genil, es va dur a terme una explotació intensíssima del sòl, semblant a la que practicava Cartago al nord d'Àfrica. Els productes més rellevants i més conreats eren l'oli, la vinya i els cereals.
Pel que fa al comerç, on Cartago sempre havia destacat, la destrucció de la flota després de la Primera Guerra Púnica va provocar que els pobles de la península deixessin d'estar pressionats pels púnics, que el controlaven; tot i això, en ocupar Ibèria van passar directament a controlar la producció, de manera que el comerç amb Itàlia i altres regions es va veure limitat. En canvi, el comerç interior entre els pobles indígenes va augmentar i es va dinamitzar, en part gràcies a la massiva introducció de la moneda, encara residual abans del 237 aC. Pel que fa als cartaginesos, van seguir comerciant amb Siracusa o Massília, abans de la Segona Guerra Púnica, com demostra l'existència d'agents púnics en aquests llocs; grecs i itàlics també ho van fer amb les costes sota domini cartaginès.

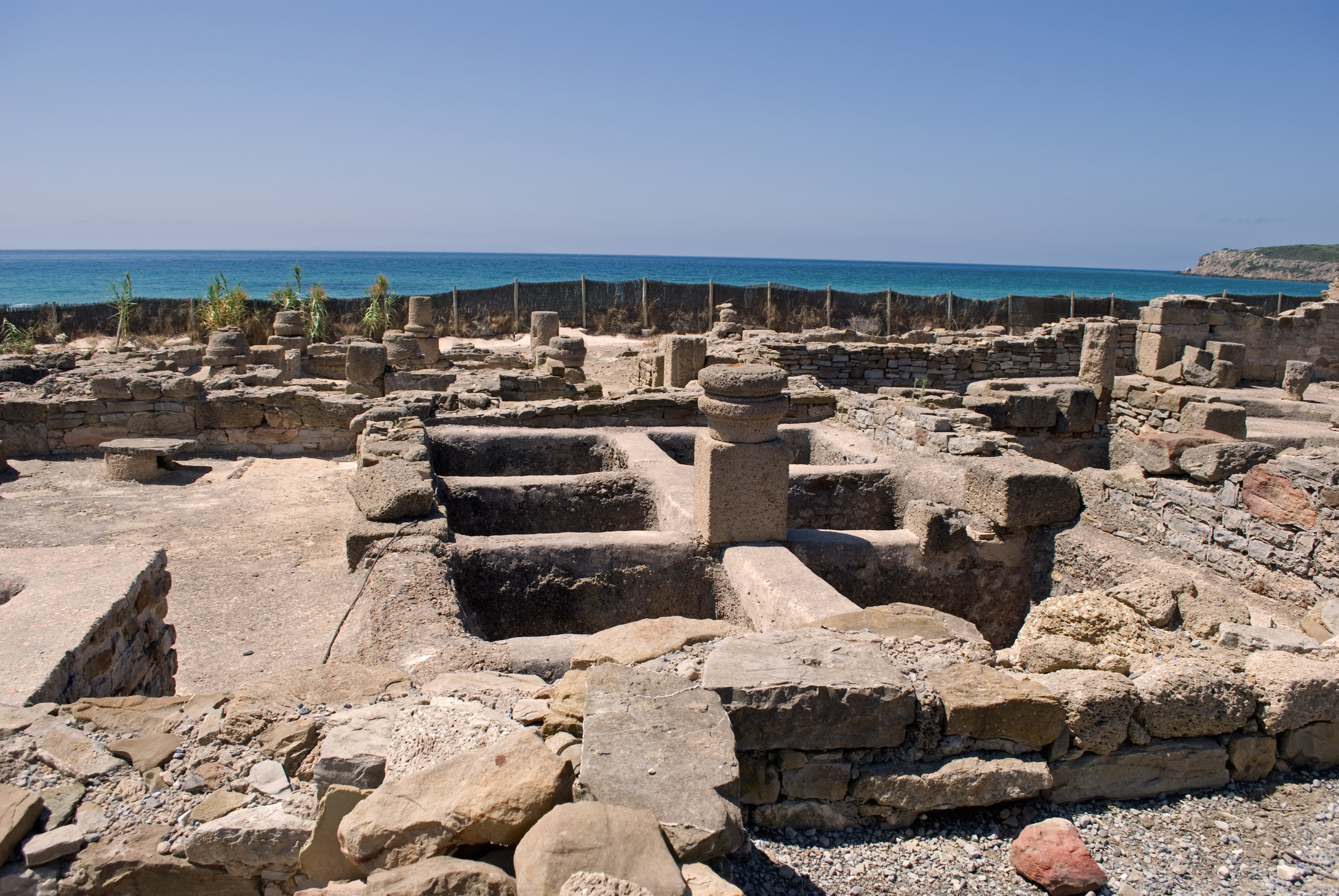
Factoria de salaons i garum fenicia a Baelo Claudia (Itàlia).

Quan cartaginesos i romans van signar el Tractat de l'Ebre, el comerç no se'n va veure afectat, ja que les transaccions entre cartaginesos, grecs i itàlics es van mantenir fins a l'inici de la Segona Guerra Púnica.
Com que Cartago volia explotar aquest territori, no es van produir gaires importacions durant aquest període; en canvi, exportaven conserves de carn i peix, com havien fet anteriorment les colònies fenícies, així com vi, vinagre i oli. Per transportar els líquids, recobrien la ceràmica amb una substància que, actualment, podem rastrejar en els fragments d'aquest material.
S'han trobat diverses restes de ceràmica en espais que eren deixalleries, producte del comerç, com la que s'ha trobat a la plaça San Ginés, a la ciutat de Cartagena, que es va formar durant el període comprès entre el 229 i el 209 aC, i que representa un conjunt material format com a conseqüència directa del comerç púnic.
Un bon element per mesurar el comerç és la ceràmica, que era l'objecte utilitzat a l'època per transportar les mercaderies. A tot el territori sota influència púnica s'ha trobat ceràmica de vernís vermell, element que demostra l'augment del comerç a l'interior de la Península. Aquesta ceràmica de vernís vermell es produïa a Gadir, sobretot, i en un principi era un element de luxe que substituïa la ceràmica grega.

### Indústria minera

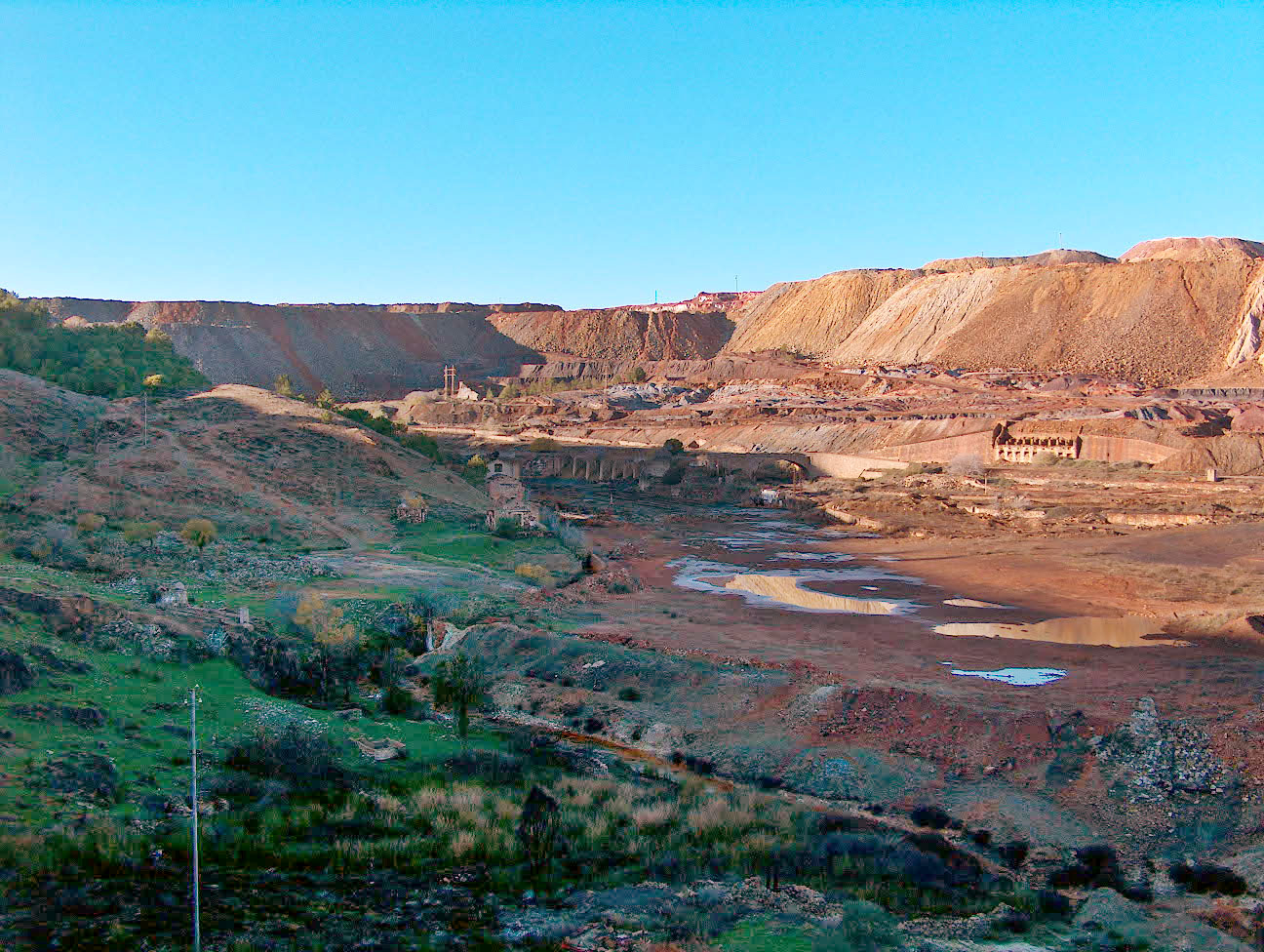
Sector miner de Río Tinto en l'actualitat.

Tot i la importància que va tenir la indústria minera durant l'època en què bona part d'Ibèria va estar sota domini cartaginès, no ha arribat fins als nostres dies gairebé cap informació que expliqui de primera mà com funcionava aquesta indústria. Les fonts més properes són, com en el cas de la majoria de la informació, les romanes o filoromanes.
Les principals zones mineres del sud de la península eren el districte de Río Tinto, les immenses reserves de coure, mineral del ferro i plata del voltant de la ciutat de Càstulo, el sector miner de la Sierra Almagrera, i les mines de plata de Cartagena.
La producció minera era, principalment, de coure, estany, plata i, en menor mesura, or; el que realment interessava als cartaginesos era la plata, que era amb què feien la moneda. A més, en els primers anys d'ocupació necessitaven pagar el tribut de guerra, que ascendia a 4.400 talents euboics, a pagar en deu anys. Aquesta quantitat seria l'equivalent a unes 12 tones de plata. Si es consideren correctes les dades que donen les fonts, les mines de Sierra Morena donaven 46 tones de plata l'any, de manera que Cartago va poder fer front sense problemes al seu deute gràcies a l'explotació de les mines.
La major part de les mines explotades per Cartago van seguir funcionant en època romana, de manera que no es pot saber, com passa amb l'urbanisme, com funcionava aquesta explotació; no en queda un registre arqueològic. Tot i així, el fet que Roma volgués atacar les bases del subministrament cartaginès a la península Ibèrica demostra la importància que tenien aquestes mines.
No es tenen dades generals de la producció de les mines, però algunes fonts expliquen el rendiment que tenien en època púnica algunes de les mines. El rendiment de les mines ibèriques s'explica, sobretot, per autors romans posteriors; Plini explica que la mina de Babaelo, prop de Castulo, donava diàriament unes 300 lliures de plata, que serien uns 100 kg.

### Moneda

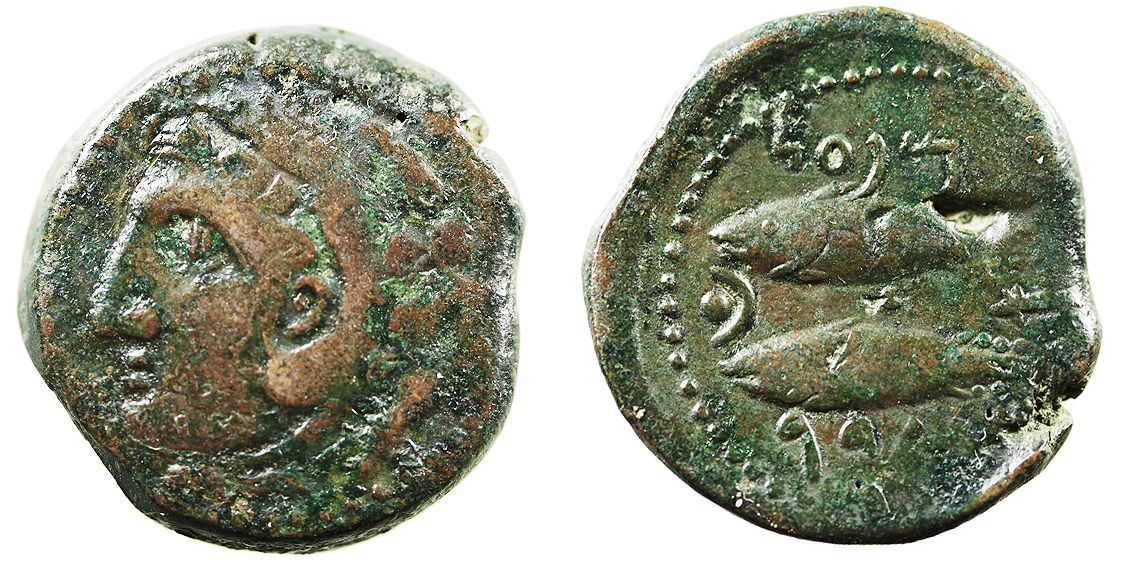
Moneda fabricada a Gadir que mostra Melqart i dues tonyines.

La moneda és, segurament, l'element que més ha arribat d'aquest període fins a l'actualitat. El fet que la moneda no fos fiduciària volia dir que seguia tenint valor encara que l'encunyació fos una altra. A més, com que bona part de l'exèrcit cartaginès estava format per mercenaris, necessitaven fer-ne una gran producció; la major part de monedes que s'han trobat eren tresors enterrats prop de campaments, és a dir, la soldada dels mercenaris i els soldats professionals.
La unitat monetària que utilitzaven els cartaginesos era el shekel, i la seva producció, per a la utilització a la península Ibèrica, es feia principalment a Gadir i a Ebussus. Aquesta producció, segurament, va acabar amb la presa de Cartago Nova per Escipió, tot i que la seva utilització es va estendre, com a mínim, fins a la derrota de Magó i Giscó a la Batalla d'Ilipa, moment en què les últimes tropes púniques embarquen a Gadir per marxar cap a Ebussus.
Les monedes cartagineses, sobretot les d'època bàrquida, són considerades de gran bellesa. A més de la seva funció comercial, també tenien un sentit propagandístic i de prestigi. Així, en el primer període de domini púnic, en època d'Hamílcar i d'Hasdrúbal, aquestes monedes tenien, en una cara, un bust del governant cartaginès, marcant l'avenç de les seves tropes pel territori. En aquest moment, la moneda púnica tenia una gran acceptació a la península, bàsicament per l'alt valor del trishekel i per la contundència de la seva propaganda (sobretot amb la presència d'elefants). A l'altra cara de la moneda, principalment hi apareixia aquesta figura de l'elefant, que és considerada una al·legoria del poder militar terrestre. Sovint també hi apareixeran embarcacions de guerra, que representaven, al seu torn, el poder marítim de què feien gala els dirigents cartaginesos.
Amb el pas del temps, un cop Cartago va avançar cap a l'est, començaria el que s'anomena la sèrie Melqart – Elefant; el bust del dirigent cartaginès (sobretot a partir d'Hanníbal) seria representat amb els atributs del deu fenici Melqart, en un intent per guanyar-se la població, sobretot la d'origen grecofenici. Aquesta combinació és més comuna a la zona de Múrcia i el llevant, no tant a Andalusia. Una altra combinació destacable seria la de Tanit – Cavall.
Gràcies a un seguit d'excavacions a l'actual regió de Murcia, s'ha pogut constatar la presència de moneda púnica en ambients ibers. Així, es pot concloure l'existència d'una integració de la societat iber al sistema econòmic cartaginès. L'arribada dels púnics i la posterior conquesta romana van acabar provocant l'expansió de la moneda a la península Ibèrica.

## Religió i cultura

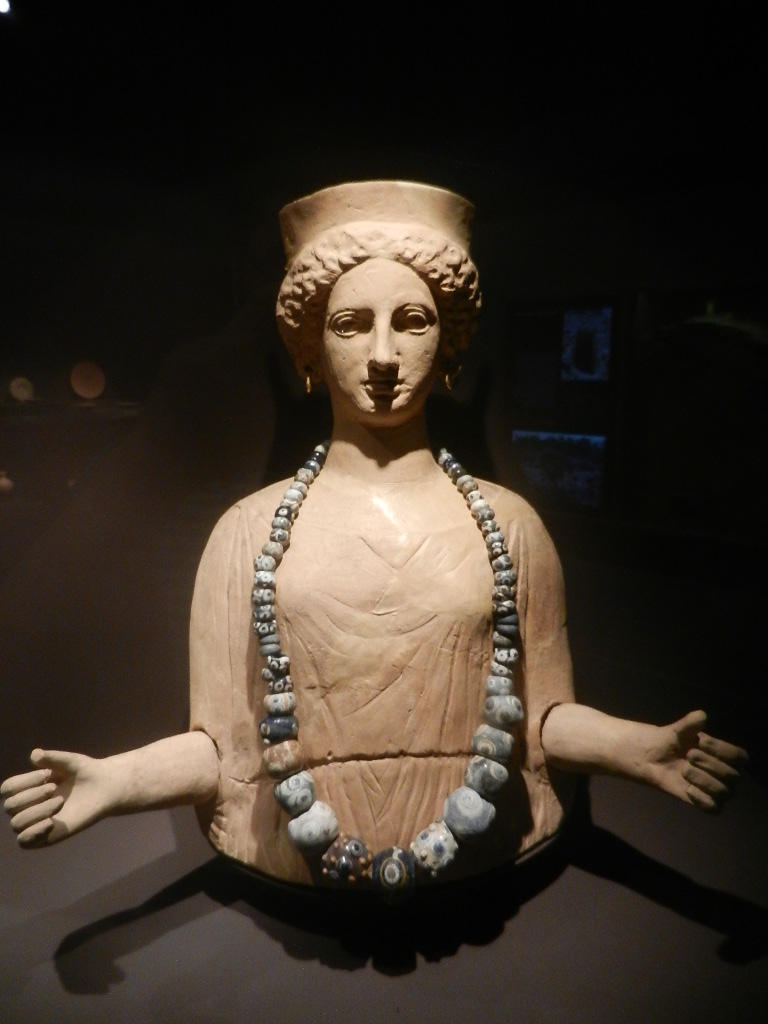
Estàtua de Tanit al Museu d'Arqueologia de Barcelona, trobada a Eivissa.

És en l'aspecte religiós on es veu més clarament el contacte i la influència que els fenicis i els púnics van generar sobre els habitants de la península; així, Déus, temples i rituals es van propagar molt ràpidament, i han arribat fins avui dia. Tot i això, les creences de les persones, tot i que poden canviar, exigeixen un sentiment que és difícil de modificar. És cert que durant l'ocupació cartaginesa es pot apreciar com bona part dels indígenes creia en déus orientals o en mites fenicis, però podria ser més aviat una conseqüència del manteniment constant de relacions amb les colònies anteriors, que no pas pel control efectiu del territori durant el període que va del 237 al 206 aC.
A les colònies fenícies, com Gadir, i a les noves ciutats púniques, com Cartagena, hi havia temples dedicats a deïtats orientals; és conegut a tot el món antic el temple dedicat a Hèracles – Melqart de l'actual Cadis. Pel que fa als mites, ja des de segles abans, els d'origen oriental havien calat a fons en les comunitats en contacte amb els fenicis. S'han trobat diverses representacions de Guilgameix, sobretot de l'episodi del lleó, com a mínim una feta a Gadir.

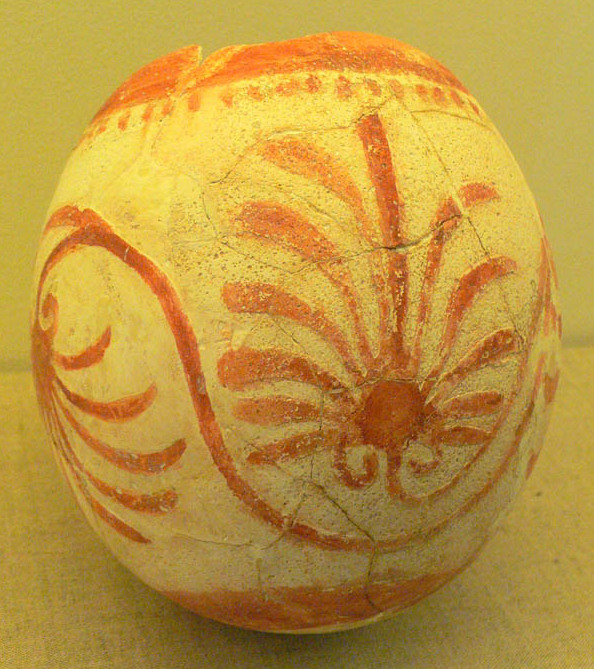
Ou d'estruç troba't a la necròpolis fenícia de Puig des Molins, Eivissa.

El principal referent dels cultes púnics a la península Ibèrica era Tanit, deessa relacionada amb el cicle agrari de la mort i la resurrecció. Tot i que els indígenes tenien les seves pròpies creences, el contacte continuat amb fenicis i cartaginesos va produir un procés de sincretisme i antropomorfització dels seus cultes.
En relació amb les pràctiques votives, s'han documentat diversos elements, gràcies a les excavacions que s'han anat realitzant al territori. Predominen dos tipus d'objectes votius a Ibèria; d'una banda, les figuretes antropomorfes, principalment les representacions femenines atribuïdes a Tanit, que són al voltant d'unes 600, així com pebeters votius que representen a la deessa Demèter; i la ceràmica de cuina púnica – ebussitana, empleada en la realització d'ofrenes i ingestes rituals.
Els santuaris i temples púnics podien ser a l'aire lliure o en un espai tancat; per això, bona part d'aquest món no ha arribat a l'actualitat. Tot i així, sobretot a les necròpolis, s'ha pogut identificar aquests objectes relacionats amb les creences púniques. Siret, per exemple, va trobar a les proximitats de la necròpolis de Baria (Villaricos) dues figures que representaven al déu Bes, una d'un jove Heracles, i d'altres objectes votius. Aquest espai es va associar a un santuari en honor de Tanit, per les troballes, tot i que també hauria pogut rendir culte a Bes o a Baal.
En el cas de la cultura ens trobem un cas força semblant al comentat en relació amb la religió. El procés d'aculturació iniciat amb les primeres colònies va provocar que, de mica en mica, els indígenes adoptessin trets i característiques pròpies del món fenici i púnic.
La ceràmica de vernís vermell, esmentada més amunt, és una de les característiques més importants per detectar processos d'aculturació fenicis; així, tot i que els experts entenen que va començar molt abans del desembarcament d'Hamílcar, és molt rellevant detectar que la difusió d'aquest tipus de ceràmica concorda amb l'àmbit territorial ocupat per Cartago; els que es troben fora estan subjectes a altres influències culturals. Aquest fet demostraria la forta influència cultural que va produir Cartago als pobles indígenes. Això també indicaria que, a la zona púnica, hi havia força homogeneïtat, tot i els diferents pobles.